# Biskupi Ajaccio
Biskupi Ajaccio – lista biskupów diecezjalnych i pomocniczych francuskiej diecezji Ajaccio.

## Biskupi diecezjalni
- Giovanni (objął urząd ok. 1171)
- Guglielmo (objął urząd ok. 1226)
- Ildebrando (objął urząd ok. 1239)
- Aimerico (1309–1322)
- Vitale Gracchi OESA (1322–1328)
- Manfredo di Calcinaria OFM (1342–1345)
- Bertrando Escarpiti OFM (1345–1348)
- Filippo de Ursone OFM (objął urząd w 1348)
- Vincenzo de Sassari OFM (1351–1369)
- Simon (1369–1400)
- Pietro di Corsica (1401–1410)
- Marco OSB (objął urząd w 1411)
- Paolo Alberti OFM (1420–1422)
- André Dias de Escobar OSB (1422–1428)
- Luca de Offida OESA (1429–1438)
- Valeriano Calderina (1438)
- Raffaele Spínola OFM (1438–1457)
- Deodato Bocconi OSM (1457–1477)
- Paul de Bonifacio (1477–1482)
- Gabriel de Franchis OP (objął urząd w 1482)
- Paolo Fregoso (1483–1498)
- Filippo Pallavicini (1498–1518)
- Jacques Pallavicini (1518–1538)
- Leonardo Tornabuoni (1539–1540)
- Alessandro Guidiccioni (1541–1550)
- Giovanni Battista Bernardi (1550–1578)
- Christophe Guidiccioni (1578–1582)
- Giulio Giustiniani (1587–1616)
- Fabiano Giustiniano Giustiniani CO (1616–1627)
- Octavius Rivarola (1627–1651)
- Giovanni Stefano Donghi (1651–1655)
- Cyrus Straserra CR (1655–1656)
- Joannes Gregorius Ardizzoni CR (1656–1685)
- Giovanni Paolo Inurea OSB (1686–1694)
- Giovanni Battista Gentile OSB (1694–1695)
- François Marie Sacco (1695–1697)
- Pietro Spínola OFMRef (1698–1715)
- Agostino Spínola CRS (1716–1722)
- Carlo Maria Lomellino (1723–1741)
- Bernardino Centurione (1741–1758)
- Benedetto Andrea Doria (1759–1794)
- Louis Sébastiani de La Porta (1802–1831)
- Toussaint Casanelli d’Istria (1833–1869)
- Pierre-Paul de Cuttoli (1870)
- François-André-Xavier de Gaffory (1872–1877)
- Paul-Matthieu de La Foata (1877–1899)
- Louis Olivieri (1899–1903)
- Marie-Joseph Ollivier (1906)
- Jean-Baptiste Desanti (1906–1916)
- Augustin-Joseph-Marie Simeone (1916–1926)
- Jean-Marcel Rodié (1927–1938)
- Jean-Baptiste-Adrien Llosa (1938–1966)
- André Charles Collini (1966–1972)[a]
- Jean-Charles Thomas (1974–1986)
- Sauveur Casanova (1987–1995)
- André Lacrampe (1995–2003)
- Jean-Luc Brunin (2004–2011)
- Olivier de Germay (2012–2020)
- François-Xavier Bustillo OFMConv (od 2021)

## Biskupi pomocniczy
- Tommaso Struzzieri CP (1764–1770) koadiutor
- Jean Sarrabeyrouse (1851–1877)
- Cassien-Léonard de Peretti (1875–1892)
- Joseph-Antoine-Augustin Giustiniani (1922–1923)